# Game Shakers
Henry Danger
Game Shakers est une sitcom américaine en 63 épisodes de 22 minutes créée par Dan Schneider, diffusée entre le 12 septembre 2015 et le 8 juin 2019 sur Nickelodeon et au Canada depuis le 6 octobre 2015 sur YTV.
En France, la série est diffusée depuis le 2 février 2016 sur Nickelodeon France puis rediffusée sur Nickelodeon Teen et sur MTV France et BET France et Comedy Central France. Elle reste inédite dans les autres pays francophones.

## Synopsis
La série tourne autour de deux élèves de cinquième année nommées Babe et Kenzie qui sortent un jeu vidéo, qui fait contre toute attente un énorme succès. Elles décident d'ouvrir une compagnie de jeux de deux millions de dollars et prennent rapidement la superstar du rap Double G comme partenaire commercial. La série comprend également Triple G, le fils de Double G, que les filles embauchent comme consultant de jeu, et Hudson, qui est le mannequin de test pour des expériences sur les jeux. La série tourne autour de la création des jeux, de l'amitié et aussi d'avoir comme partenaire commercial un rappeur mondialement connu.

## Distribution

### Acteurs principaux
- Cree Cicchino (VFB : Shérine Seyad) : Babe
- Madisyn Shipman (en) (VFB : Elsa Poisot) : Kenzie
- Benjamin Flores Jr. (VFB : Raphaëlle Bruneau) : Triple G
- Thomas Kuc (VFB : Thibaut Delmotte) : Hudson
- Kel Mitchell (VFB : Erwin Grünspan) : Double G

### Acteurs récurrents
- Sheldon Bailey (VFB : Nicolas Matthys) : Ruthless
- Bubba Ganter (VFB : Stany Mannaert) : Bunny
- Regi Davis (VFB : Tony Beck) : Mr Sammich
- Rachna Khatau : Pam Chowdree
- Todd Bosley : Teague

Version française
- Société de doublage :  Lylo Post Production
- Direction artistique : Laurence Stévenne
- Adaptation : Marie Causse
- Ingénieurs du son : Olivier Delescaille et Thomas Charlet

## Production

### Développement
Le casting de la série a été annoncé le 7 juillet 2015,.
Le 25 juillet 2015, la chaîne a annoncé des invités spéciaux, dont Matt Bennett, Yvette Nicole Brown, GloZell, Jared «ProJared» Knabenbauer et David «Lasercorn» Moss, l'animateur de l'émission Smosh Games.
Le 2 mars 2016, Nickelodeon a annoncé que la série avait été renouvelée pour une deuxième saison. La deuxième saison a été diffusée sur Nickelodeon le 17 septembre 2016.
Nickelodeon a renouvelé la série pour une troisième saison le 16 novembre 2016. La troisième saison a été diffusée sur Nickelodeon le 10 février 2018.
Le 26 mars 2018, la chaîne a annoncé que la troisième saison de la série serait la dernière à la suite d'une rupture entre la société de production de Dan Schneider (créateur et producteur exécutif de la série) et Nickelodeon.

### Fiche technique
- Titre original et français : Game Shakers
- Création : Dan Schneider
- Réalisation : Steve Hoefer, Russ Reinsel, Adam Weissman, David Kendall, Nathan Kress
- Scénario : Dan Schneider (saison 1-2a), Jake Farrow, Richard Goodman, Sean Gill, Jana Petrosini
- Musique :
  - Compositeur(s) : Michael Corcoran, Zack Hexum
  - Compositeur(s) de musique thématique : Michael Corcoran, Zack Hexum, Dan Schneider, Jake Farrow
  - Thème d'ouverture : Drop Dat What par Kel Mitchell
- Production : 
  - Producteur(s) : Jeffrey Goldstein, Bruce Rand Berman
  - Producteur(s) exécutif(s) : Dan Schneider (saison 1-2a)
- Société(s) de production : Schneider's Bakery (saison 1-2a), Nickelodeon Productions, CBS Television Studios
- Pays d'origine :  États-Unis
- Langue originale : Anglais
- Genre : Sitcom, jeux vidéo
- Durée : 22 minutes
- Diffusion : États-Unis, Canada, France, Royaume-Uni, Irlande, Australie, Nouvelle-Zélande, Belgique
- Public : Tout public

### Diffusion internationale
Au Royaume-Uni et en Irlande, la série est diffusée depuis le 2 novembre 2015 et en Australie et en Nouvelle-Zélande, elle est diffusée depuis 8 février 2016 sur les chaînes Nickelodeon.
En France, la série est diffusée depuis le 2 février 2016 sur Nickelodeon Teen et sur MTV France.
Au Québec, la série est diffusée depuis le 14 novembre 2016 sur Télétoon.

## Épisodes
| Saison | Saison | Épisodes | États-Unis        | États-Unis      | France            | France          | Québec           | Québec           |
| Saison | Saison | Épisodes | Début de saison   | Fin de saison   | Début de saison   | Fin de saison   | Début de saison  | Fin de saison    |
| ------ | ------ | -------- | ----------------- | --------------- | ----------------- | --------------- | ---------------- | ---------------- |
|        | 1      | 21       | 12 septembre 2015 | 21 mai 2016     | 2 février 2016    | 12 juillet 2016 | 14 novembre 2016 | 3 mars 2017      |
|        | 2      | 24       | 17 septembre 2016 | 4 novembre 2017 | 13 février 2017   | 18 août 2018    | 1er mai 2017     | 12 novembre 2017 |
|        | 3      | 18       | 10 février 2018   | 8 juin 2019     | 21 septembre 2018 | 25 mai 2019     | 7 octobre 2018   | 4 août 2019      |

### Saison 1 (2015-2016)
| №    | #    | Titre français                                | Titre original               | Première diffusion | Première diffusion | Première diffusion sur Télétoon | Code prod.   | Année prod. |
| ---- | ---- | --------------------------------------------- | ---------------------------- | ------------------ | ------------------ | ------------------------------- | ------------ | ----------- |
| 12   | 12   | Sky Whale                                     | Sky Whale                    | 12 septembre 2015  | 2 février 2016     | 14 novembre 2016                | 1BMW011BMW02 | 2015        |
| 3    | 3    | Un blouson de perdu, dix pigeons de retrouvés | Lost Jacket, Falling Pigeons | 19 septembre 2015  | 8 février 2016     | 15 novembre 2016                | 1BMW04       | 2015        |
| 4    | 4    | Crado-blob                                    | Dirty Blob                   | 26 septembre 2015  | 16 février 2016    | 16 novembre 2016                | 1BMW05       | 2015        |
| 5    | 5    | MeGo le robot barjot                          | MeGo the Freakish Robot      | 3 octobre 2015     | 9 mars 2016        | 17 novembre 2016                | 1BMW06       | 2015        |
| 6    | 6    | Petits cornichons                             | Tiny Pickles                 | 10 octobre 2015    | 14 mars 2016       | 18 novembre 2016                | 1BMW03       | 2015        |
| 7    | 7    | Flippera bien qui flippera le dernier         | Scared Tripless              | 24 octobre 2015    | 16 mars 2016       | 21 novembre 2016                | 1BMW08       | 2015        |
| 8    | 8    | Trip vole le Jet                              | Trip Steals the Jet          | 7 novembre 2015    | 21 mars 2016       | 22 novembre 2016                | 1BMW07       | 2015        |
| 9    | 9    | Perdus dans le métro                          | Lost on the Subway           | 14 novembre 2015   | 22 mars 2016       | 23 novembre 2016                | 1BMW09       | 2015        |
| 10   | 10   | Qui veut gagner un Bunny ?                    | You Bet Your Bunny           | 21 novembre 2015   | 23 mars 2016       | 24 novembre 2016                | 1BMW10       | 2015        |
| 11   | 11   | Le Noël de Rasta Patate                       | A Reggae Potato Christmas    | 28 novembre 2015   | 28 mars 2016       | 6 février 2017                  | 1BMW11       | 2015        |
| 12   | 12   | C'est pas de la tarte                         | Poison Pie                   | 9 janvier 2016     | 29 mars 2016       | 7 février 2017                  | 1BMW13       | 2015        |
| 13   | 13   | Les troubles fêtes                            | Party Crashers               | 16 janvier 2016    | 30 mars 2016       | 8 février 2017                  | 1BMW12       | 2015        |
| 14   | 14   | Les Girl Power Awards                         | The Girl Power Awards        | 23 janvier 2016    | 13 avril 2016      | 9 février 2017                  | 1BMW16       | 2015        |
| 15   | 15   | Un job pour Jimbo                             | A Job for Jimbo              | 30 janvier 2016    | 27 avril 2016      | 10 février 2017                 | 1BMW15       | 2016        |
| 16   | 16   | Explosion de requin                           | Shark Explosion              | 6 février 2016     | 15 juin 2016       | 27 février 2017                 | 1BMW18       | 2016        |
| 17   | 17   | Sales Chèvres                                 | Nasty Goats                  | 20 février 2016    | 4 mai 2016         | 28 février 2017                 | 1BMW14       | 2016        |
| 18   | 18   | La fausse maladie de Babe                     | Babe's Fake Disease          | 27 février 2016    | 12 juillet 2016    | 1er mars 2017                   | 1BMW19       | 2016        |
| 19   | 19   | Big Vicious V. Double G                       | The Diss Track               | 5 mars 2016        | 18 mai 2016        | 2 mars 2017                     | 1BMW17       | 2016        |
| 2021 | 2021 | Vengeance au Techfest                         | Revenge @ Tech Fest          | 21 mai 2016        | 29 juin 2016       | 3 mars 2017                     | 1BMW241BMW25 | 2016        |

### Saison 2 (2016-2017)
Le 2 mars 2016, la série est renouvelée pour une deuxième saison diffusée entre le 17 septembre 2016 et le 4 novembre 2017.
| №    | #    | Titre français                       | Titre original               | Première diffusion    | Première diffusion | Première diffusion sur Télétoon | Code prod.   | Année prod. |
| ---- | ---- | ------------------------------------ | ---------------------------- | --------------------- | ------------------ | ------------------------------- | ------------ | ----------- |
| 22   | 1    | Main codante                         | Armed & Coded                | 17 septembre 2016     | 13 février 2017    | 1er mai 2017                    | 2BMW04       | 2016        |
| 23   | 2    | Le Niveau secret                     | Secret Level                 | 24 septembre 2016     | 14 février 2017    | 2 mai 2017                      | 1BMW23       | 2016        |
| 24   | 3    | Un doigt très âgé                    | The Very Old Finger          | 1er octobre 2016      | 15 février 2017    | 3 mai 2017                      | 1BMW20       | 2016        |
| 25   | 4    | Buck le rat magique                  | Buck the Magic Rat           | 8 octobre 2016        | 16 février 2017    | 4 mai 2017                      | 1BMW21       | 2016        |
| 26   | 5    | L'Homme qui détestait les bébés      | Baby Hater                   | 5 novembre 2016       | 17 février 2017    | 5 mai 2017                      | 2BMW07       | 2016        |
| 27   | 6    | Mordu de jeux vidéo                  | Byte Club                    | 12 novembre 2016      | 3 avril 2017       | 8 mai 2017                      | 1BMW22       | 2016        |
| 28   | 7    | Le Banc de Babe                      | Babe's Bench                 | 19 novembre 2016      | 4 avril 2017       | 9 mai 2017                      | 2BMW01       | 2016        |
| 29   | 8    | Le Projet Mason Kendal               | The Mason Experience         | 11 février 2017       | 5 avril 2017       | 10 mai 2017                     | 2BMW05       | 2016        |
| 30   | 9    | Bunger Games                         | Bunger Games                 | 18 février 2017       | 6 avril 2017       | 11 mai 2017                     | 2BMW02       | 2016        |
| 31   | 10   | Mariage pluvieux...                  | Wedding Shower of Doom       | 25 février 2017       | 7 avril 2017       | 12 mai 2017                     | 2BMW03       | 2016        |
| 32   | 11   | Ours Fesses Laser Race               | Bear Butt Laser Runner       | 4 mars 2017           | 17 avril 2017      | 22 mai 2017                     | 2BMW08       | 2016        |
| 33   | 12   | Lebonpetitcoin                       | Air TnP                      | 18 mars 2017          | 18 avril 2017      | 23 mai 2017                     | 2BMW12       | 2016        |
| 34   | 13   | Lama lama crache crache              | Llama Llama Spit Spit        | 25 mars 2017          | 19 avril 2017      | 24 mai 2017                     | 2BMW06       | 2016        |
| 3536 | 1415 | Clam Shakers                         | Clam Shakers                 | 6 mai 201713 mai 2017 | 20 avril 2017      | 4 septembre 2017                | 2BMW192BMW20 | 2016        |
| 37   | 16   | Wingsuit et bottes volantes          | Wing Suits & Rocket Boots    | 20 mai 2017           | 21 avril 2017      | 25 mai 2017                     | 2BMW15       | 2017        |
| 38   | 17   | Carly ou Sam ?                       | Game Shippers                | 9 septembre 2017      | 21 juillet 2018    | 5 septembre 2017                | 2BMW11       | 2017        |
| 39   | 18   | Celui qui kidnappe un singe          | The One With the Coffee Shop | 16 septembre 2017     | 25 juillet 2018    | 6 septembre 2017                | 2BMW09       | 2017        |
| 40   | 19   | L'attrape-Trip                       | The Trip Trap                | 23 septembre 2017     | 28 juillet 2018    | 7 septembre 2017                | 2BMW16       | 2017        |
| 41   | 20   | L'échange                            | The Switch                   | 30 septembre 2017     | 1er août 2018      | 12 novembre 2017                | 2BMW18       | 2017        |
| 42   | 21   | Enfants qui dansent, cochon qui vole | Dancing Kids, Flying Pig     | 7 octobre 2017        | 4 août 2018        | 18 septembre 2017               | 2BMW13       | 2017        |
| 43   | 22   | Guerre et pêche                      | War and Peach                | 14 octobre 2017       | 8 août 2018        | 19 septembre 2017               | 2BMW14       | 2017        |
| 44   | 23   | Jeux d'espions                       | Spy Games                    | 21 octobre 2017       | 11 août 2018       | 20 septembre 2017               | 2BMW17       | 2017        |
| 45   | 24   | Amour et travail                     | Babe Gets Crushed            | 4 novembre 2017       | 18 août 2018       | 21 septembre 2017               | 2BMW10       | 2017        |

### Saison 3 (2018-2019)
Le 16 novembre 2016 la série est renouvelé pour une troisième saison qui est diffusée entre le 10 février 2018 et le 8 juin 2019.
| №  | #  | Titre français                                   | Titre original              | Première diffusion | Première diffusion | Première diffusion sur Télétoon | Code prod. | Année prod. |
| -- | -- | ------------------------------------------------ | --------------------------- | ------------------ | ------------------ | ------------------------------- | ---------- | ----------- |
| 46 | 1  | Saint-Valentin de super-héros                    | Babe Loves Danger           | 10 février 2018    | 21 septembre 2018  | 7 octobre 2018                  | 3BMW08     | 2017        |
| 47 | 2  | Le Lumple                                        | Lumples                     | 17 février 2018    | 28 septembre 2018  | 28 octobre 2018                 | 3BMW01     | 2017        |
| 48 | 3  | La fille du métro                                | Subway Girl                 | 24 février 2018    | 5 octobre 2018     | 28 octobre 2018                 | 3BMW02     | 2017        |
| 49 | 4  | Snackpot                                         | Snackpot!                   | 3 mars 2018        | 25 octobre 2018    | 21 octobre 2018                 | 3BMW03     | 2017        |
| 50 | 5  | Babe et les garçons                              | Babe & the Boys             | 10 mars 2018       | 30 novembre 2018   | 7 octobre 2018                  | 3BMW04     | 2017        |
| 51 | 6  | Au secours de Trip                               | Escape from Utah!           | 1er avril 2018     | 1er décembre 2018  | 14 octobre 2018                 | 3BMW06     | 2017        |
| 52 | 7  | Double-Moche                                     | Super Ugly Head             | 7 avril 2018       | 14 décembre 2018   | 21 octobre 2018                 | 3BMW05     | 2017        |
| 53 | 8  | Snoop Thérapie                                   | Snoop Therapy               | 30 mars 2019       | 7 mai 2019         | 4 novembre 2018                 | 3BMW10     | 2018        |
| 55 | 9  | Banane Bouillante                                | Hot Bananas                 | 13 avril 2019      | 4 mai 2019         | 4 novembre 2018                 | 3BMW07     | 2018        |
| 54 | 10 | Flavor City                                      | Flavor City                 | 6 avril 2019       | 8 mai 2019         | 14 octobre 2018                 | 3BMW09     | 2018        |
| 56 | 11 | Le parc aquatique : panique de la poule mouillée | Wet Willy's Wild Water Park | 20 avril 2019      | 11 mai 2019        | 18 novembre 2018                | 3BMW11     | 2018        |
| 57 | 12 | Explose la maison de poupée !                    | Demolition Doll House       | 27 avril 2019      | 22 mai 2019        | 11 novembre 2018                | 3BMW12     | 2018        |
| 58 | 13 | Hypnotisée                                       | Hungry Hungry Hypno         | 4 mai 2019         | 14 mai 2019        | 25 novembre 2018                | 3BMW13     | 2018        |
| 59 | 14 | La télé qui valait deux millions                 | Breaking Bad News           | 11 mai 2019        | 18 mai 2019        | 31 mars 2019                    | 3BMW14     | 2018        |
| 60 | 15 | Bagarre d'insectes                               | Bug Tussle                  | 25 mai 2019        | 23 mai 2019        | 30 juin 2019                    | 3BMW15     | 2018        |
| 61 | 16 | Boys Band et Museau                              | Boys Band Cat Nose          | 25 mai 2019        | 21 mai 2019        | 28 juillet 2019                 | 3BMW18     | 2018        |
| 62 | 17 | Voilà Tonya!                                     | Why Tonya!                  | 1er juin 2019      | 21 mai 2019        | 4 août 2019                     | 3BMW17     | 2018        |
| 63 | 18 | Il est de retour                                 | He's Back                   | 8 juin 2019        | 25 mai 2019        | 4 août 2019                     | 3BMW16     | 2018        |

## Univers de la série

### Les personnages

#### Personnages principaux
- Babe est une fille de 12 ans et l'une des créatrices de Game Shakers. Elle fait toujours ses propres choses et ne mérite pas de marcher sur les doigts de quelqu'un pour le faire. Elle est créative, confiante, intelligente et sans peur quand il s'agit de prendre des décisions difficiles.
- Kenzie est une fille de 12 ans et l'une des créatrices de Game Shakers. Elle n'a pas de filtre social et a tendance à être extrêmement émoussée, mais elle compense ses compétences sociales peu brillantes avec des connaissances technologiques incroyables.
- Triple G est le fils de Double G qui a eu une infantile somptueuse, mais tout ce qu'il veut vraiment c'est d'être avec des enfants de son âge. Il a finalement été embauché par Babe et Kenzie comme consultant en jeux vidéo. Dans l'épisode "Explosion de requin", il a été révélé que son vrai nom est Grover.
- Hudson est un ami de Babe et Kenzie ainsi qu'un membre de Game Shakers. En dépit de savoir que Hudson n'est pas nécessairement intelligent, Babe a déclaré dans "Sky Whale" qu'il est "mignon" et fera tout ce qu'il dit.
- Double G est un rappeur et un milliardaire réussi dont le vrai nom est Gale J. Griffin. Il est impulsif, imprévisible et déterminé à avoir autant d'amusement et d'argent que possible. Avec l'aide de Babe et Kenzie, il redécouvre son amour pour les jeux et devient l'investisseur principal de Game Shakers. Dans Vengeance au Techfest, Double G obtient un bras droit trionic temporaire après que son bras droit a été gravement brisé à la suite d'un incident du catapulte causé par MeGo. Dans le même épisode, il est mentionné que Double G a des ennemis dont Serena Williams, les Jonas Brothers, Justin Bieber, les Real Housewives of New Jersey, Ruth Bader Ginsburg et la plupart des femmes de The View.

#### Personnages secondaires
- Ruthless est le grand assistant de Double G qui parle extrêmement fort.
- Bunny est l'assistant enfant de Double G.
- M. Sammich est le professeur de sciences de Babe, Kenzie et Hudson dans l'école Sugar Hill Junior High. Alors qu'il est souvent agacé lorsque Double G collabore à ses classes pour gronder Babe et Kenzie sur quelque chose qu'ils ont fait de mal, M. Sammich tend à se corser quand Bunny et Ruthless sont avec lui.
- Mason Kendall est un garçon plus âgé à qui Babe est tombé amoureux.
- Teague est un serveur chez Fooders.

Note : Bubba Ganter a également joué Bunny dans la série Sam et Cat, épisode #PeezyB, où il était également l'assistant du personnage de Kel Mitchell, Peezy B.

## Accueil

### Audiences
| Saison | Début de saison   | Début de saison | Début de saison | Fin de saison     | Fin de saison   | Fin de saison | Moyennes des téléspectateurs |
| Saison | Date de diffusion | Téléspectateurs | Réf.            | Date de diffusion | Téléspectateurs | Réf.          | Moyennes des téléspectateurs |
| ------ | ----------------- | --------------- | --------------- | ----------------- | --------------- | ------------- | ---------------------------- |
| 1      | 12 septembre 2015 | 1 980 000       | [ 9 ]           | 21 mai 2016       | 1 370 000       | [ 10 ]        | 1 640 000                    |
| 2      | 17 septembre 2016 | 1 560 000       | [ 11 ]          | 4 novembre 2017   | 1 380 000       | [ 12 ]        | 1 430 000                    |
| 3      | 10 février 2018   | 1 470 000       | [ 13 ]          | 8 juin 2019       | 560 000         | -             | 770 000                      |

### Distinction

#### Récompenses et nominations
| Année | Récompenses                  | Catégorie                       | Résultat |
| ----- | ---------------------------- | ------------------------------- | -------- |
| 2016  | Kids' Choice Awards Mexico   | Programme international préféré | Nommée   |
| 2017  | Kids' Choice Awards          | Série préférée des jeunes       | Nommée   |
| 2017  | Teen Choice Awards           | Série : Comédie                 | Nommée   |
| 2017  | Kids' Choice Awards Mexico   | Programme international préféré | Nommée   |
| 2017  | Kids' Choice Awards Colombia | Programme international préféré | Nommée   |

## Produits dérivés

### Autres

#### Jeu vidéo
Ici présente la liste des jeux vidéo produite par la série. Certains jeux sont démontrés dans quelques épisodes.
- Sky Whale
- Crado-blob (Dirty Blob)
- Petits cornichons (Tiny Pickles)
- Punchy ball (Punchy Face)
- (Pop Star Surgeon)
- (Scubaroo)
- Sales Chèvres (Nasty Goats)
- Octopie
- (Pick It, Scratch It, Pop It)
- (Psycho Beach Mummies)
- (Ballarina)
- Lama Lama Crache Crache (Llama Llama Spit Spit)
- (Crime Warp) → avec Henry Danger